# Eleutherodactylus adelus
Eleutherodactylus adelus är en groddjursart som beskrevs av Díaz, Cadiz och Hedges 2003. Eleutherodactylus adelus ingår i släktet Eleutherodactylus och familjen Eleutherodactylidae. IUCN kategoriserar arten globalt som starkt hotad. Inga underarter finns listade i Catalogue of Life.